# بایریش کولدورف
بایریش کولدورف (به آلمانی: Bairisch Kölldorf) یک منطقهٔ مسکونی در اتریش است که در زودوست‌اشتایرمارک واقع شده‌است. بایریش کولدورف ۶٫۳۴ کیلومتر مربع مساحت دارد ۲۸۰ متر بالاتر از سطح دریا واقع شده‌است.